# Seven (Magenta)
Seven is het tweede studioalbum van de Welshe band Magenta. Ze nam het album op in de Big Studios, Briar banks Studios en TL Studios. Voor voorproductie werd gebruik gemaakt van de Abbey Road Studios in Londen. Central thema van het conceptalbum is de zeven bijbelse hoofdzonden. De muziek is afgeleid van die van Yes, Genesis.

## Musici
- Christina Booth – zang
- Rob Reed – toetsinstrumenten, basgitaar, blokfluiten, elektrische en akoestische gitaar, achtergrondzang
- Chris Fry – gitaar
- Martin Rosser – gitaar
- Martin Shellard – gitaar op Sloth
- Tim Robinson – drumstel
- Christian Phillips – "Cha Cha Cha"
- Vienna Symphony Orchestra - strijkinstrumenten

## Muziek
Alle muziek en teksten van Reed

| Nr. | Titel                 | Duur  |
| --- | --------------------- | ----- |
| 1.  | Gluttony (vraatzucht) | 12:05 |
| 2.  | Envy (jaloezie)       | 9:51  |
| 3.  | Lust (onkuisheid)     | 12:26 |
| 4.  | Greed (hebzucht)      | 13:52 |
| 5.  | Anger (woede)         | 5:08  |
| 6.  | Pride (hoogmoed)      | 12:49 |
| 7.  | Sloth (gemakzucht)    | 10:04 |

Tijdens de toer voor het album We are legend werd het album na de pauze in zijn geheel gespeeld en opgenomen voor het album We are seven.